# 将軍宣下
将軍宣下（しょうぐんせんげ）とは、天皇が武家政権の長であり日本の統治大権を行使する征夷大将軍職に任ずる儀式のこと。公卿（三位以上）にも補任されていることから公権力を行使することが制度上認められた。

## 概要
武家政権の長は自己の軍事力によって政権を獲得して、封建制度的な土地所有と法律による支配を実施した。だが、その政権及びその長としての公認はいまだ中央権力としての地位を保っていた天皇による将軍宣下によって現実的な権力と貴種性の承認によって初めて確立しえた。
もっとも、鎌倉時代においては原則として将軍宣下は行われていなかったと考えられている。これは当時、宣下という手続自体が京都以外に在住した者に対して行われた事例がなく、鎌倉に住んでいた源頼朝以下鎌倉幕府の歴代将軍は除目によって補任されていたためである。ただし、除目によって任じられる官職は原則的には官位相当が存在していること、また執権北条氏によって京都から新たに迎えられることになった宮将軍は将軍宣下を受けていることは注目される。
征夷大将軍の辞令（宣旨）の例　（宗尊親王）（「吾妻鏡」）
```
三品　
宗尊親王

右被左大臣宣偁件親王宜為征夷大将軍

建長
四年
四月一日
　大外記中原朝臣師兼奉
```

（訓読文）
```
三品　宗尊親王
右、左大臣（
鷹司兼平
、従一位）の宣を被るに偁（い）はく
件（くだん）の親王、宜しく征夷大将軍に為すべし
建長4年（
1252年
）4月1日　大外記中原朝臣師兼（押小路師兼、正五位上）奉（うけたまは）る
```

征夷大将軍の辞令（宣旨案）の例（足利義晴）（「壬生家四巻之日記」）
```
左馬頭源朝臣義晴
右中辨藤原朝臣資定傳宣
權大納言兼大宰權帥藤原朝臣公條宣
奉　勅件人宜為征夷大將軍者

大永
元年
十二月廿五日
　主殿頭兼左大史小槻宿禰于恒奉
```

（訓読文）
```
左馬頭源朝臣義晴（足利義晴、従五位下）
右中弁藤原朝臣資定（
柳原資定
、従四位上）伝へ宣（の）り
権大納言兼大宰権帥藤原朝臣公條（
三条西公条
、従二位）宣（の）る
勅（みことのり）を奉（うけたまは）るに、件人（くだんのひと）宜しく征夷大将軍に為すべし者（てへり）

大永
元年（
1521年
）12月25日　主殿頭兼左大史小槻宿禰于恒（壬生于恒、正五位上）奉（うけたまは）る、
```

近世に入ると朝廷の権威が失墜して、代わりに禁中並公家諸法度などによって朝廷にすら支配権を及ぼして「公儀」の体制と「封建王」的な地位を獲得した徳川宗家でさえ、その支配の正統性は天皇による将軍宣下に依存しなければならなかった。事実、徳川宗家当主が家督を相続した直後には単に「上様」と呼ばれ、将軍宣下によって初めて清和源氏という権門の長である資格を証明する源氏長者の地位を公認され、同時に国家的授権行為が行われる事によって「公方様」あるいは「将軍様」となりえた事が示している。そして、実際には「封建王」的存在として朝廷すら支配していた徳川将軍でさえ、将軍宣下と上洛参内の時には天皇を「王」、将軍を「覇者」とする秩序に従っていたのである。
征夷大将軍の辞令（宣旨）の例（徳川家宣）（「月堂見聞集」）
```
權大納言源朝臣家宣
右中辨兼春宮大進藤原朝臣益光傳宣
權大納言藤原朝臣基勝宣
奉　勅件人宜爲征夷大將軍者

寳永
六年
四月二日
　修理東大寺大佛長官主殿頭兼左大史小槻宿禰章弘奉
```

（訓読文）
```
権大納言源朝臣家宣（徳川家宣、正二位）
右中弁兼春宮大進藤原朝臣益光（裏松益光、正五位上）伝へ宣（の）り
権大納言藤原朝臣基勝（園基勝、従二位）宣（の）る
勅（みことのり）を奉（うけたまは）るに、件人（くだんのひと）宜しく征夷大将軍に為すべし者（てへり）
宝永6年（
1709年
）4月2日　修理東大寺大仏長官主殿頭兼左大史小槻宿禰章弘（壬生章弘、正五位上）奉（うけたまは）る、
```

将軍宣下の際は、江戸時代の大半を通じて、江戸城に勅使が赴き、将軍が上座、勅使が下座に立って宣下を行ったが、幕末期には皇室・公家の権威が尊王思想の影響で回復を遂げたため、徳川家茂以降、勅使が上座、将軍が下座となった。